# جولييت براوز
جولييت براوز (بالإنجليزية: Juliet Prowse)‏ هي راقصة وممثلة جنوب أفريقية، ولدت في 25 سبتمبر 1936 بمومباي في الهند، وتوفيت في 14 سبتمبر 1996 بلوس أنجلوس في الولايات المتحدة بسبب سرطان البنكرياس.

## وصلات خارجية
- جولييت براوز على موقع IMDb (الإنجليزية)
- جولييت براوز على موقع ألو سيني (الفرنسية)
- جولييت براوز على موقع ميوزك برينز (الإنجليزية)
- جولييت براوز على موقع تيرنر كلاسيك موفيز (الإنجليزية)
- جولييت براوز على موقع أول موفي (الإنجليزية)
- جولييت براوز على موقع قاعدة بيانات برودواي على الإنترنت (الإنجليزية)
- جولييت براوز على موقع قاعدة بيانات الأفلام السويدية (السويدية)
- جولييت براوز على موقع إن إن دي بي (الإنجليزية)
- جولييت براوز على موقع ديسكوغز (الإنجليزية)
- جولييت براوز على موقع قاعدة بيانات الفيلم (الإنجليزية)